# Morchella smithiana
Morchella smithiana är en svampart som beskrevs av Cooke 1878. Morchella smithiana ingår i släktet Morchella och familjen Morchellaceae.   Inga underarter finns listade i Catalogue of Life.